# 10921 Romanozen
10921 Romanozen è un asteroide della fascia principale. Scoperto nel 1998, presenta un'orbita caratterizzata da un semiasse maggiore pari a 2,2513983 au e da un'eccentricità di 0,1614040, inclinata di 4,84556° rispetto all'eclittica.
L'asteroide è dedicato a Romano Zen, un noto ottico famoso per le sue riparazioni e per i suoi strumenti ottici di alta qualità.